# Citysports.de
Citysports es un motor de búsqueda alemán que permite encontrar sitios (dojos, canchas, gimnasios, etc.) en los cuales se practican determinados deportes en todo el país. Permite ubicar estos lugares con cierta distancia ya sea de 5 o de 10 km a la redonda de un código postal alemán.
La página cuenta también con información sobre noticias del deporte, venta de artículos para la práctica deportiva y una revista para miembros.
La central de la empresa se encuentra en Hamburgo y hasta 2007 es el motor de búsqueda  que ofrecen servicios de deporte, gimnasia, bienestar y salud con mayor número de miembros.
La página comenzó actividades en 2001 bajo el nombre hamburgsports.de. Los miembros de la asociación que reunieron e hicieron posible este motor de búsqueda son: Jörg Sandrock, Martin Hübner, Andreas Hübner y Achim Bartscht.
El motor de búsqueda utiliza únicamente idioma alemán.